# Bjørn (vikingo)

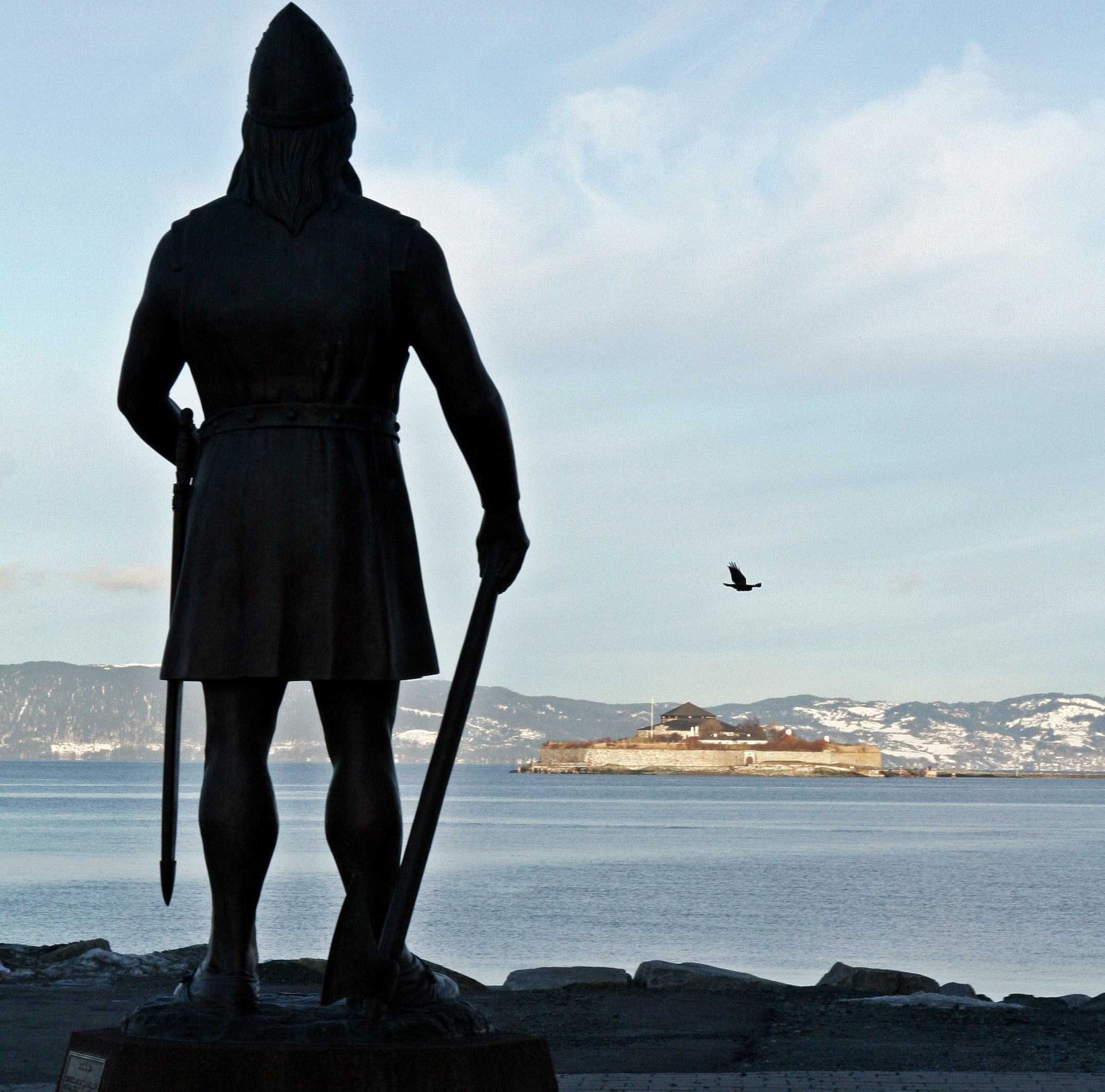
Vikingo

Bjørn (o Berno según los Annales Bertiniani) fue un caudillo vikingo del siglo IX (fl. 856–858) y es el escandinavo más antiguo conocido sin vínculos con la realeza que entró al servicio de un monarca franco, en su caso Carlos el Calvo, rey de Francia. Se le ha confundido a menudo y erróneamente con el rey sueco Björn Ragnarsson. 

## Vida
En julio del año 856 d. C., otro vikingo llamado Sidroc y sus hombres se adentraron en el Sena para el pillaje. El 19 de agosto se unió a la flota comandada por Bjørn. Al llegar el invierno Sidroc abandonó las aguas francas mientras Bjørn construyó un campo fortificado en la isla de Oscellus, (probablemente Oissel). Los vikingos hacían incursiones a menudo llegando hasta Bayeux y Évreux, y toda la región mostraba muy poca resistencia a su actividad a lo largo del año 857.
Las fuentes existentes hoy día no reflejan las razones de Bjørn para visitar al rey Carlos en Verberie hacia principios de 858. En palabras de los Annales Bertiniani, la principal fuente de información de los francos para ese periodo:
"Berno dux partis pyratarum Sequanae insistentium ad Karlum regem in Vermeria palatio venit, eiusque se manibus dedens, fidelitatem suatim iurat".

"Bjørn, jefe de la facción de piratas del Sena, insistió visitar al rey Carlos en su palacio de Veberie, y ofreciéndole sus manos, juró fidelidad".

Bjørn, muy probablemente, recibió un danegeld como tributo a cambio de someterse a la autoridad real (ofrecer sus manos y jurar fidelidad). En noviembre los obispos de la Francia occidental, se reunieron en el Sínodo de Quercy, enviando una carta (probablemente escrita por Hincmaro de Reims), a Luis el Germánico, rey de la Francia oriental, en la cual se menciona el pago de un tributo a los vikingos. Es muy probable que se refiera a Bjørn y sus hombres, ya que no hay constancia de ningún otro grupo vikingo que hicieran las paces con los francos en aquel periodo.
Según los Annales Fontanellenses, Carlos el Calvo sitió Oissel a finales del año 859 (en realidad 858). Como Bjørn no vuelve a ser mencionado en los anales, es probable que se mantuviera leal a su rey y rechazara unirse al ejército que permanecía en la fortaleza. Los Annales Bertiniani confirman que el rey Carlos solo sitió la isla tras el juramento de Bjørn.